# Waldgirmes (accampamento romano)
Il campo militare romano di Waldgirmes si trova nella regione tedesca dell'Assia lungo il fiume Lahn, dove un tempo viveva la popolazione germanica dei Tencteri. Costituisce un importante sito realizzato dall'Esercito romano all'epoca dell'imperatore romano Augusto, nell'ambito del progetto di occupazione della Germania e della sua trasformazione in provincia romana.
Il complesso si trova nei pressi dal fiume Lahn, lungo la sua riva settentrionale, ad una distanza di circa 100 km da Coblenza, sul fiume Reno.

## Storia

### Gli anni della conquista fino allaClades variana: 12 a.C. – 9 d.C.
Il momento della fondazione del campo è molto dubbio. Potrebbe essere stato utilizzato per la prima durante la prima o seconda campagna militare per l'occupazione della Germania degli anni 12-11 a.C. da parte di Druso, quando quest'ultimo combatté contro le popolazioni subito ad est del fiume Reno, e negli anni successivi quando lo stesso generale dovette combattere Marcomanni e Catti della regione del Meno e del Taunus (anni 10-9 a.C.).
Il campo fu probabilmente utilizzato negli anni successivi, quando furono governatori Senzio Saturnino (dal 6 al 3 a.C. e dal 5 al 6), Lucio Domizio Enobarbo (dal 3 all'1 a.C.) e Marco Vinicio  (dall'1 al 3) e trasformato in centro civile romano-germanico.

### La rivincita romana: 14-16 d.C.

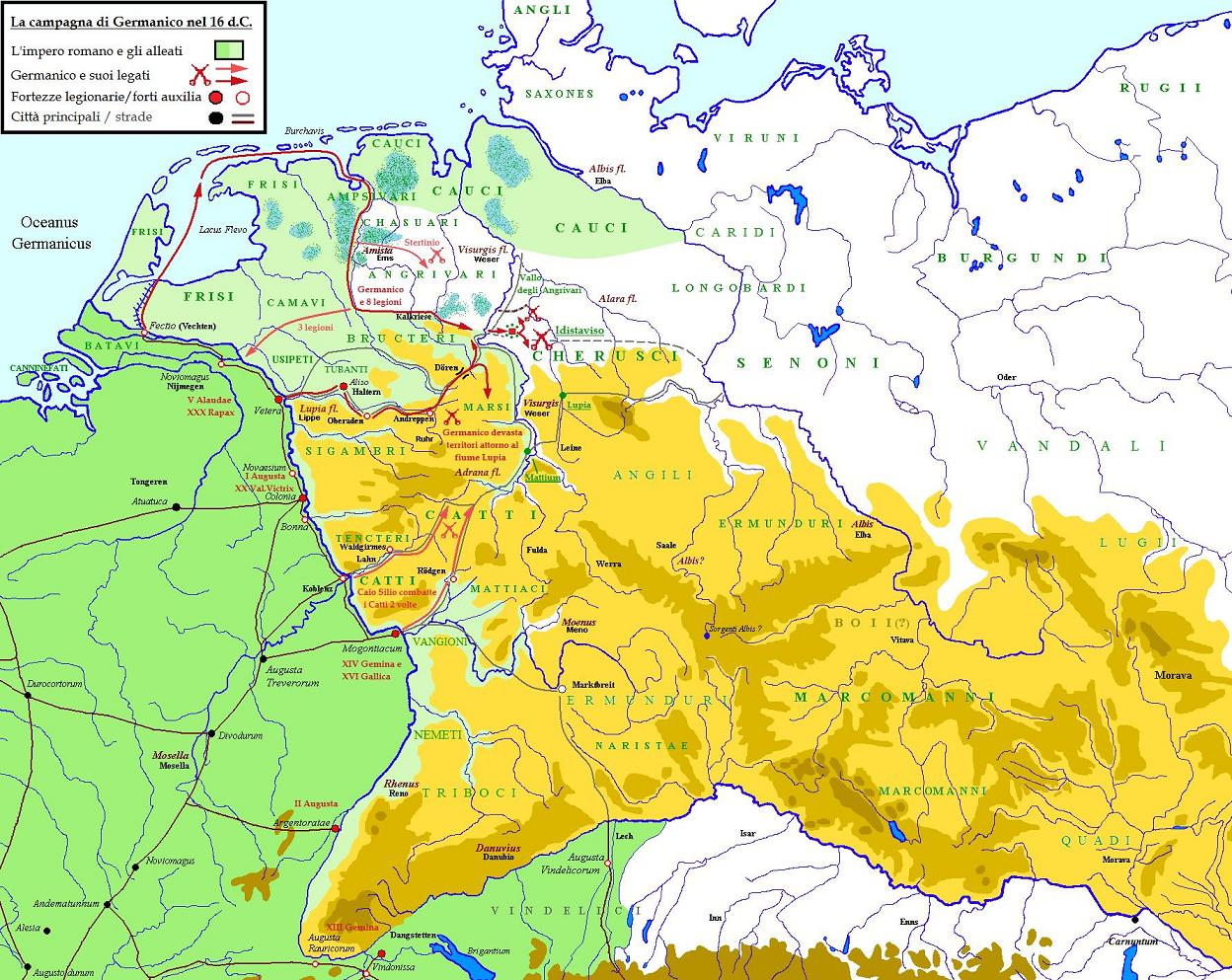
La campagna militare di Germanico del 16.

Il campo fu quasi certamente utilizzato anche nel corso delle campagne di Germanico del 15 e 16, quando il generale romano a capo di otto legioni, fu inviato in Germania Magna dall'Imperatore Tiberio, per vendicare l'onore di Roma in seguito alla disfatta variana del 9. Questo campo potrebbe essere stato utilizzato sia nel corso della campagna del 15, sia in quella del 16.

## Sito archeologico

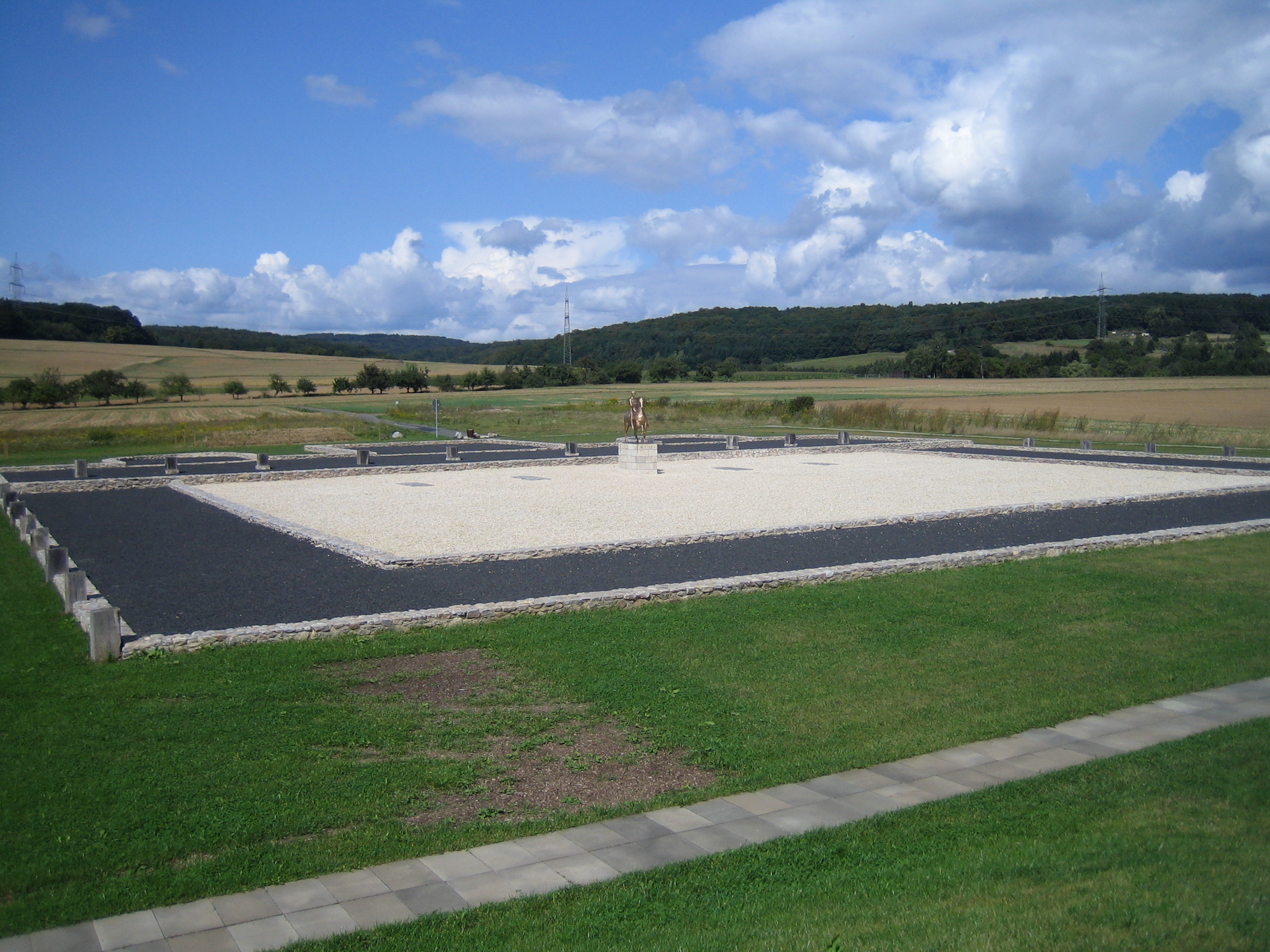
Riscostruzione del foro di Waldgirmas con la statua equestre dorata dell'imperatore Augusto, scoperta recentemente.

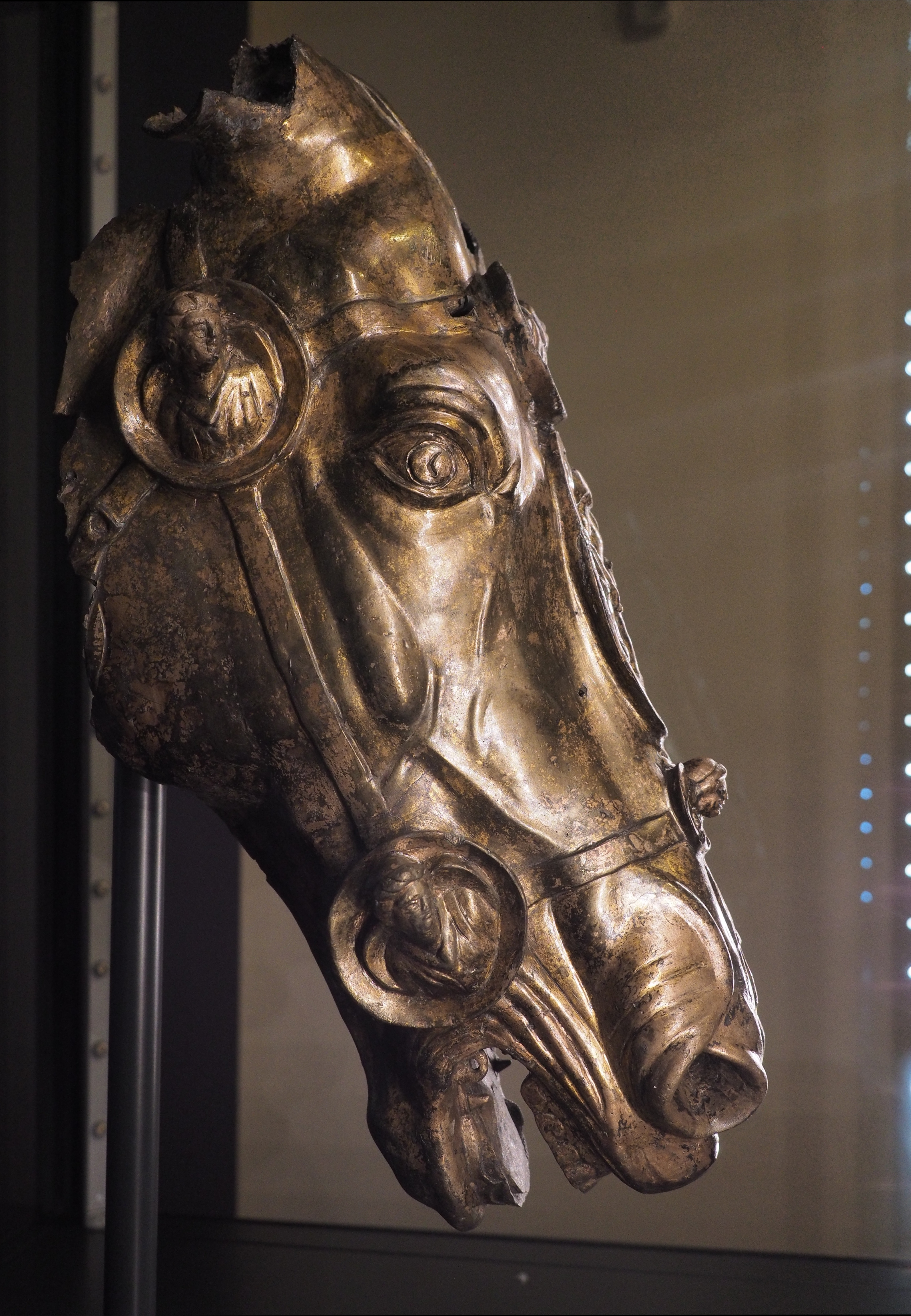
La testa di cavallo della statua equestre di Augusto, dopo il restauro.

Le prime indagini archeologiche della zona a nord-ovest di Waldgirmes, risalgono al recente 1993. Tra le vestigia rinvenute in questo insediamento romano, i resti di un magnifico forum di 2.200 m2, sul quale si affacciava una basilica di 15x24 metri. Più al centro sono stati rinvenuti anche edifici in legno, alcuni intonacati e dipinti, coperti da tavole di legno, con le fondamenta in pietra.
L'intera area era circondata da una palizzata in legno, di fronte alla quale erano stati scavati due fossati larghi 3/4 metri ciascuno. Nel perimetro del castrum erano presenti tre accessi e sul lato nord la porta era sormontata da una torre. All'interno del forte romano si svolgevano anche attività commerciali, funzionali al processo di romanizzazione messo in atto da Augusto, dopo le prime campagne di conquista della nuova provincia di Germania.
Il mercato, attorno al quale si trovavano magazzini, taverne ed abitazioni dei commercianti e dei soldati romani era all'interno alla fortezza ed era il punto di incontro delle due strade del forte. Fino al 2006 erano state scoperte 24 abitazioni, con pozzi profondi fino a 4 m, ed un tempio.
Tra i più significativi manufatti ci sono ben 200 frammenti di una statua equestre di bronzo dorato, che ritraevano probabilmente Augusto (segno evidente che la città potrebbe essere stata saccheggiata subito dopo la Clades variana), oltre a gioielli, non meno di 250 monete romane databili a prima del 10, un mosaico di vetro con tre immagini del dio egiziano Api e numerosi frammenti di ceramica (terra sigillata) di provenienza italica e gallica, anfore (contenenti vino ed olio provenienti da Italia e Hispania), oltre ad oggetti di tipo germanico della popolazione autoctona.
In effetti Waldgirmes costituiva forse un primo esempio di centro civilizzato e commerciale (oltreché militare) degli invasori e colonizzatori Romani, come lascerebbe intendere lo stesso Dione descrivendo la situazione della nuova provincia, poco prima del disastro variano. E non sarebbe un caso che questo centro si trovasse a soli 8 km dall'oppidum celtico di Dünsberg, probabilmente abbandonato attorno al 20 a.C.